# Бікіджу
Бікіджу (рум. Bichigiu) — село у повіті Бистриця-Несеуд в Румунії. Входить до складу комуни Телчу.
Село розташоване на відстані 358 км на північ від Бухареста, 34 км на північ від Бистриці, 91 км на північний схід від Клуж-Напоки.

## Населення
За даними перепису населення 2002 року у селі проживали 995 осіб, усі — румуни. Усі жителі села рідною мовою назвали румунську.